# Barzan Ibrahim at-Tikriti
Barzan Ibrahim at-Tikriti (arabisch برزان إبراهيم التكريتي, DMG Barzān Ibrāhīm at-Tikrītī, auch Barzan Ibrahim al-Hasan al-Tikriti oder Barasan Ibrahem Alhassen; * 17. Februar 1951 in Tikrit; † 15. Januar 2007 in al-Kazimiyya bei Bagdad) war ein irakischer Politiker und einer der drei Halbbrüder Saddam Husseins.
Barzan Ibrahim at-Tikriti nahm 1968 am Putsch der Baath-Partei im Irak teil, an dem auch Saddam Hussein beteiligt war. Er wurde hoher Mitarbeiter und von 1982 bis 1983 Direktor des irakischen Sicherheitsdienstes (Muchabarat). Er war dabei für die Unterdrückung und Ermordung politischer Gegner und von Mitgliedern ethnischer Minderheiten verantwortlich. Nach Spannungen mit Saddam wurde er 1988 Vertreter des Iraks bei den Vereinten Nationen in Genf. Dieses Amt hatte er bis 1998 inne. Nach dem Fall Bagdads im Irakkrieg wurde er am 17. April 2003 durch US-amerikanische Truppen gefasst. Im Rahmen des Prozesses gegen Saddam Hussein begann am 29. Oktober 2005 das Strafverfahren gegen ihn und seinen Halbbruder, die beide angeklagt wurden, Massenmord und Folter befohlen und auch persönlich Menschenrechtsverletzungen verübt zu haben. Am 5. November 2006 wurde er zusammen mit Saddam und dem ehemaligen Richter Awad al-Bandar für seine Teilnahme am Massaker von Dudschail zum Tod durch Hängen verurteilt. Das Todesurteil wurde am 15. Januar 2007 vollstreckt. Mit ihm starb gleichzeitig Awad al-Bandar. Bei der Exekution wurde ein zu langer Fallweg gewählt, sodass Barzan at-Tikriti nicht nur das Genick gebrochen, sondern auch der Kopf abgetrennt wurde.